# Servië
Servië (Servisch: Србија, Srbija), officieel de Republiek Servië (Servisch: Република Србија, Republika Srbija), is een land in Zuidoost-Europa. Servië grenst met de klok mee aan Montenegro, Bosnië en Herzegovina, Kroatië, Hongarije, Roemenië, Bulgarije, Noord-Macedonië en de facto ook aan Kosovo. Servië stelt zelf dat het grenst aan Albanië, omdat het Kosovo beschouwt als een autonome provincie van Servië. De hoofdstad van Servië is Belgrado.
In 1815 riep het vorstendom Servië zijn onafhankelijkheid uit van het Ottomaanse Rijk. In 1878 werd het land internationaal erkend. In 1918 werd Servië onderdeel van Joegoslavië, dat in 1992 een confederatie werd tussen Servië en Montenegro onder de naam Federale Republiek Joegoslavië. Vanaf 2003 heette het land Servië en Montenegro. Sinds 5 juni 2006 is Servië een onafhankelijke staat na de Montenegrijnse onafhankelijkheidsverklaring.
In 2008 riep de zuidelijke autonome provincie Kosovo de onafhankelijkheid uit van Servië, die niet wordt erkend door de Servische regering. Ondanks de territoriale claim van Kosovo door Servië, heeft Servië de facto geen gezag over Kosovo, dat onder de veiligheidsraad van de Verenigde Naties staat.
Servië moet niet verward worden met de Servische Republiek, een deelgebied van Bosnië en Herzegovina waar de Bosnische Serviërs de etnische meerderheid vormen.

## Geschiedenis

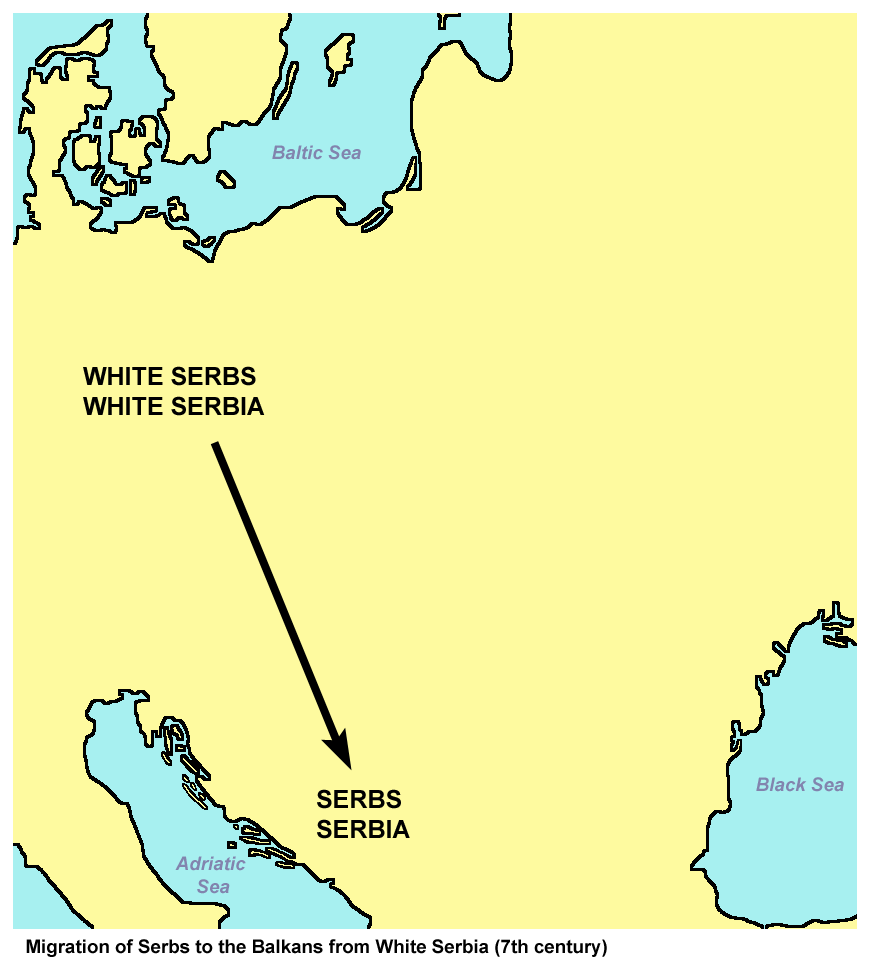
Verhuizing en vestiging van de Serviërs naar de Balkan (7e eeuw).

In de zevende eeuw arriveerden de Slavische Serviërs vanuit Wit-Servië, een historische streek in het huidige Centraal-Europa, op de Balkan. Zij kregen van de Byzantijnse koning een stuk land tussen de rivier Sava en de Dinarische Alpen. De wortels van de Servische staat zijn terug te voeren op het hertogelijke huis van Vlastimirović. Het was in de elfde eeuw gevestigd in het gebied dat bekendstond onder de naam Duklja (Latijn: Doclea of Dioclea) en begon in de twaalfde eeuw onder leiding van Stefan Nemanja in aanzien te groeien. Diens zoon Stefan Nemanjić zou later bekend worden als Stefan de Eerstgekroonde. Zijn nakomeling Stefan Dušan verhief Servië van prinsdom tot koninkrijk in 1346. Na zijn dood volgden een aantal regeerders die steeds meer gebied kwijtraakten aan het Ottomaanse Rijk.

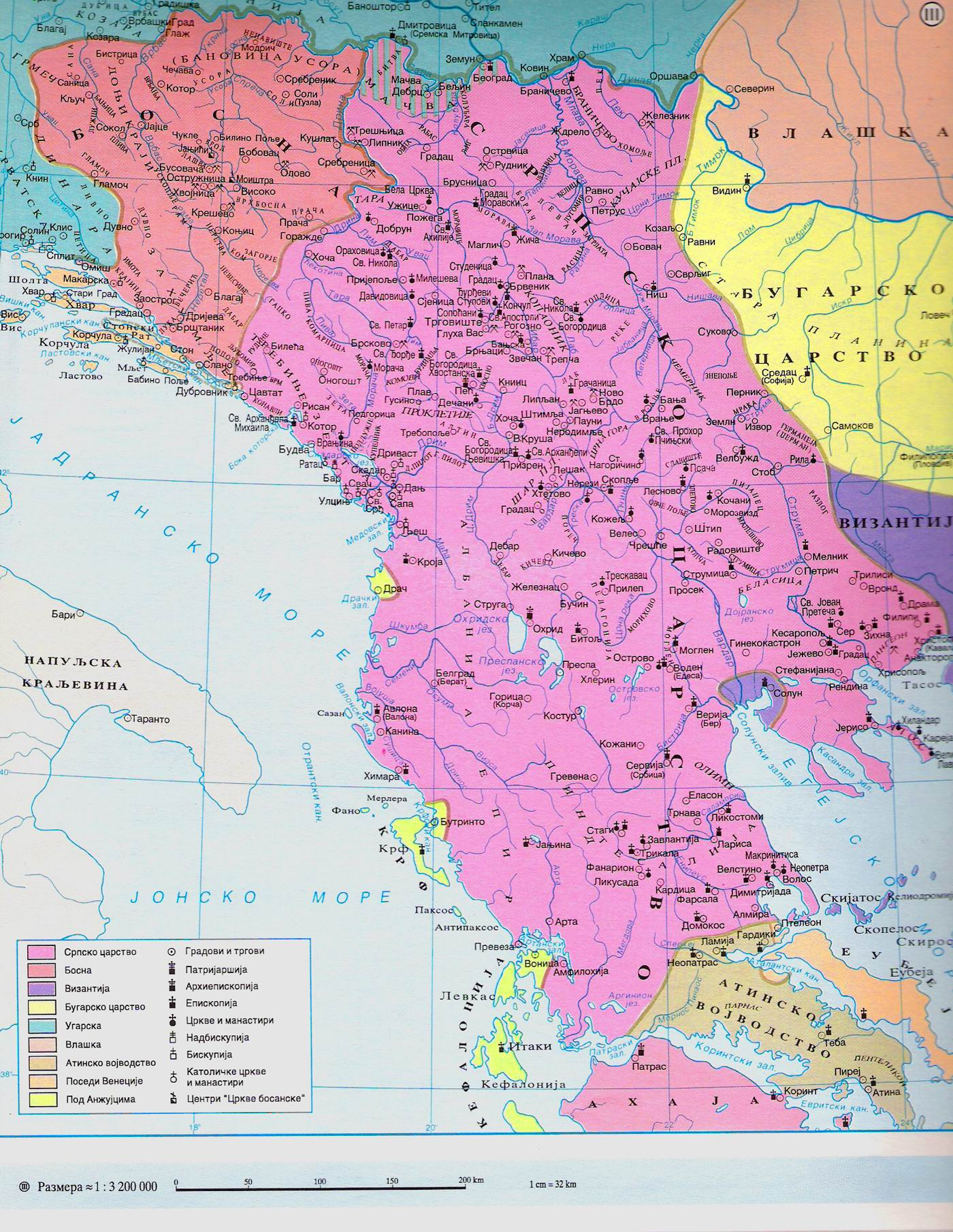
Omvang van het Keizerrijk Servië omstreeks het jaar 1350

In 1389 vond er een cruciale slag op het Merelveld plaats (Kosovo Polje). In die slag leed het Servische leger, onder leiding van vorst Lazar, ondanks de steun van een Balkan-alliantie een nederlaag tegen het Ottomaanse Rijk onder leiding van sultan Moerad I. In 1459 verloor Servië zijn onafhankelijkheid bij de slag om Smederevo. In 1463 volgde Bosnië. Servië viel onder Ottomaans bestuur van 1459 tot 1804, waarna het zijn onafhankelijkheid gedeeltelijk terug verwierf.
In 1815 ontstond uit de Tweede Servische Opstand het Vorstendom Servië, een semi-onafhankelijk vorstendom onder leiding van vorst Miloš Obrenović. Obrenović wist zijn positie erfelijk te maken, en zette de eerste stappen naar onafhankelijkheid. De Obrenovićdynastie verwierf het recht tot belastingheffing van de sultan in ruil voor een vaste jaarlijkse afdracht. Tegen 1830 was Miloš Obrenović hierdoor zo rijk geworden, dat hij bij de sultan in ruil voor leningen (de Turkse schatkist was voortdurend leeg) nieuwe rechten kon verwerven. De hierop volgende periode stond in het teken van strijd tussen de machtige Servische families Obrenović en Karađorđević.
De in Moldavië in ballingschap geborenMilan Obrenović IV (Servisch Cyrillisch: Милан Обреновић, geromaniseerd: Milan Obrenović; 22 augustus 1854 – 11 februari 1901) regeerde als Prins van Servië van 10 juni 1868 tot 1882, toen hij Koning van Servië werd, een titel die hij behield tot zijn troonsafstand op 6 maart 1889. Zijn zoon, Alexander I van Servië, werd de tweede koning van Servië. Deze vorst (vanaf 1878 koning), die slechts zeer langzaam een leger kon opbouwen. Na de Russisch-Turkse Oorlog van 1877 verwierf Servië de steden Niš en Pirot. 
In 1903 kwam het huis Karađorđević definitief aan de macht: koning Alexander Obrenović en koningin Draga werden door officieren vermoord en een raam uit gesmeten. De dynastie Obrenović stierf hiermee uit en Peter I Karađorđević kwam op de troon. 
In de Balkanoorlogen wist het Servische leger voor een aanzienlijke gebiedsuitbreiding te zorgen, ten koste van Bulgarije, Albanië, Bosnië en Turkije. In de loop van de tijd voerde het vorstendom ook steeds meer een buitenlands beleid. Hierbij leunde men sterk op Oostenrijk-Hongarije, tot ongenoegen van een groot deel van de bevolking en de panslavisten. Zij gaven de voorkeur aan een pro-Russisch beleid.
In de Eerste Wereldoorlog werd het land bezet door de Centralen, maar in 1919 ging het Koninkrijk Servië met de nieuw gevormde Staat van Slovenen, Kroaten en Serven op in het Koninkrijk der Serviërs, Kroaten en Slovenen, vanaf 1929 Koninkrijk Joegoslavië geheten. Tijdens de Tweede Wereldoorlog was Servië tussen 1941 en 1944 door nazi-Duitsland bezet (tot 1943 met hulp van Italië en Kroatië). Gedurende de Tweede Wereldoorlog werd de Servische bevolking door de Kroatische Ustaša-beweging vervolgd, hetgeen uiteindelijk 250.000 tot 500.000 burgers het leven kostte. In het door het Koninkrijk Albanië bezette  Kosovo werd de Servische bevolking door de Albanese collaborateurs omgebracht of verdreven naar centraal-Servië. 
Tijdens deze bezetting werd er in Belgrado een marionettenregering aangesteld onder leiding van generaal Milan Nedić (zie ook Servië in de Tweede Wereldoorlog).
Joegoslavië werd in 1945 een federale republiek, die in de jaren negentig langzaam en vaak gewelddadig uit elkaar viel, gedurende en na afloop van de Joegoslavische oorlogen.
Dit leidde tot de situatie dat Servië tussen 1992 en 2006 met Montenegro een federatie vormde (de Federale Republiek Joegoslavië), vanaf 2003 Servië en Montenegro geheten. Op 3 juni 2006 riep Montenegro zijn onafhankelijkheid uit, waardoor Servië als de opvolgingsstaat van de confederatie Servië en Montenegro eveneens een onafhankelijke staat werd. Op 5 juni 2006 verklaarde de Nationale Vergadering van Servië het land Servië tot wettelijke opvolger van de voormalige staatsunie.
Op 17 februari 2008 scheidde Kosovo zich af van Servië en riep zichzelf uit tot onafhankelijke staat. Servië erkent deze onafhankelijkheid niet. Wel volgden er jarenlang slepende besprekingen tussen de Kosovaarse en Servische autoriteiten onder auspiciën van de EU met het doel de betrekkingen te normaliseren.
Sinds maart 2012 is Servië kandidaat-lid van de Europese Unie en is het land bezig om de nodige stappen te ondernemen om de wetgeving te harmoniseren met de EU standaarden.

## Geografie

### Fysieke kenmerken

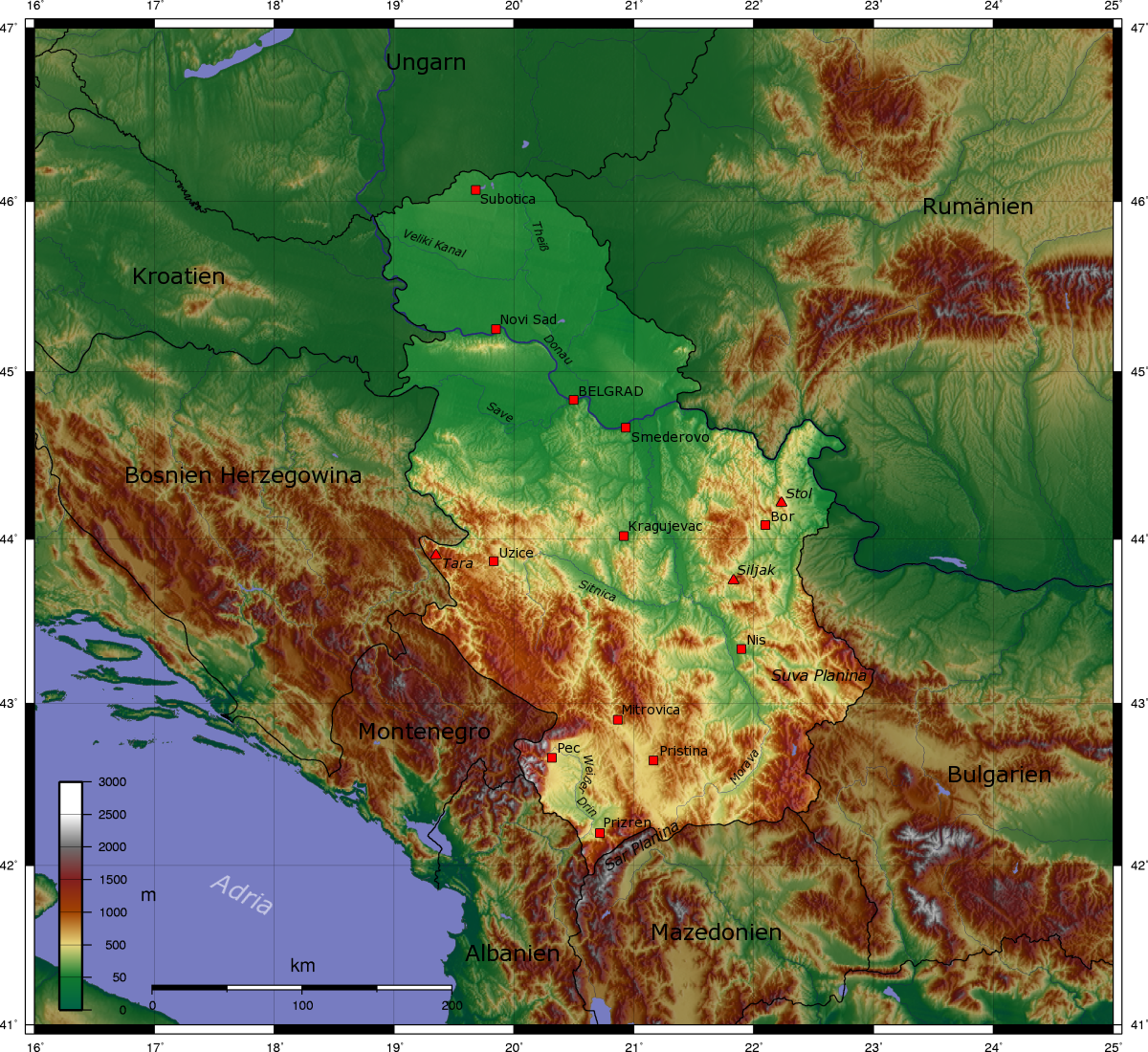
Topografische kaart van Servië

Servië bevindt zich op het Balkanschiereiland, op een kruispunt tussen Centraal-Europa, Zuid-Europa en Oost-Europa. Een deel van het land ligt op de Pannonische vlakte.
Servië heeft geen kustlijn en ligt ingeklemd tussen acht andere landen. Met de klok mee, te beginnen in het noorden, zijn dat Hongarije, Roemenië, Bulgarije, Noord-Macedonië, Kosovo (al erkent Servië deze onafhankelijkheid niet en beweert het te grenzen aan Albanië), Montenegro, Bosnië en Herzegovina en Kroatië.
De belangrijkste rivier van Servië is de Donau. Deze 2850 km lange rivier stroomt 588 km over Servisch grondgebied, vooral door het noordelijke deel van het land. Aan dit deel van de Donau liggen onder andere de steden Belgrado en Novi Sad, het heuvelachtige gebied Fruška Gora en het bekende kloofdal de IJzeren Poort. Ook monden er in Servië andere belangrijke rivieren uit in de Donau, zoals de Sava (in hartje Belgrado), de Timiş (nabij Pančevo), en de Tisa (bij het dorp Titel, waar tevens de Begarivier (254 km) zich met de Tisa vermengt). Deze rivieren zijn allemaal bevaarbaar en verbinden Servië met het noorden en westen van Europa (door middel van het Main-Donaukanaal), met Oost-Europa (via de Tisa-, Timiş-, Bega- en Donau-Zwarte Zee-routes), en Zuid-Europa (via de Sava). Tevens heeft het land vele meren.

De grootste meren in Servië zijn veelal oude armen van Donau en Sava. 's Lands grootste natuurlijke meer is Belo jezero in Vojvodina, met een oppervlakte van circa 25 km². Onder de kunstmatige stuwmeren is dat in de IJzeren Poortkloof, met een oppervlakte van 163 km² aan Servische zijde (samen 253 km²), het grootste van het land. 

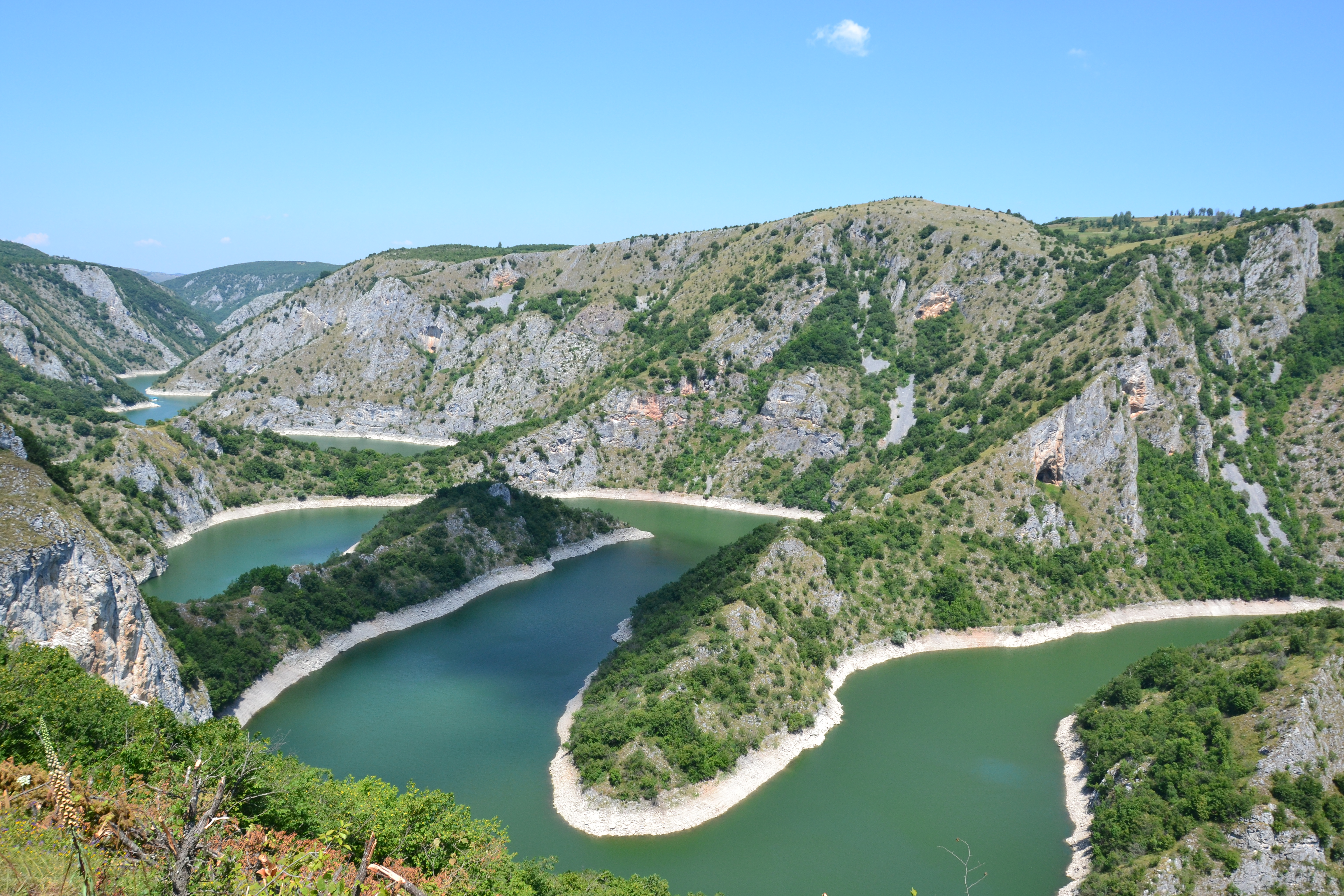
De rivier Uvac

 Andere bekende stuwmeren zijn het Vlasinameer, in een hoogveengebied in het Zuidoost-Servische gebergte, het Perućacmeer aan de Drina en het stuwmeer in de kloof van de Uvacrivier.

### Steden
De tien grootste steden van Servië zijn (exclusief Kosovo):
1. Belgrado - 1.233.796 inwoners, nationale hoofdstad
2. Novi Sad - 277.522, hoofdstad van Vojvodina
3. Niš- 187.544
4. Kragujevac - 150.835
5. Subotica - 105.681
6. Zrenjanin - 76.511
7. Pančevo - 76.203
8. Čačak - 73.331
9. Novi Pazar - 66.527
10. Kraljevo - 64.175

## Bevolking
Uit een volkstelling, gehouden in 2011, blijkt Servië (exclusief Kosovo) een totale bevolking van 7.186.862 te hebben, wat neerkomt op een gemiddelde bevolkingsdichtheid van 92,8 inwoners per vierkante kilometer. Deze volkstelling sluit Kosovo uit, vanwege het feit dat het zijn eigen volkstelling houdt. Dit aantal komt uit op 1.739.825

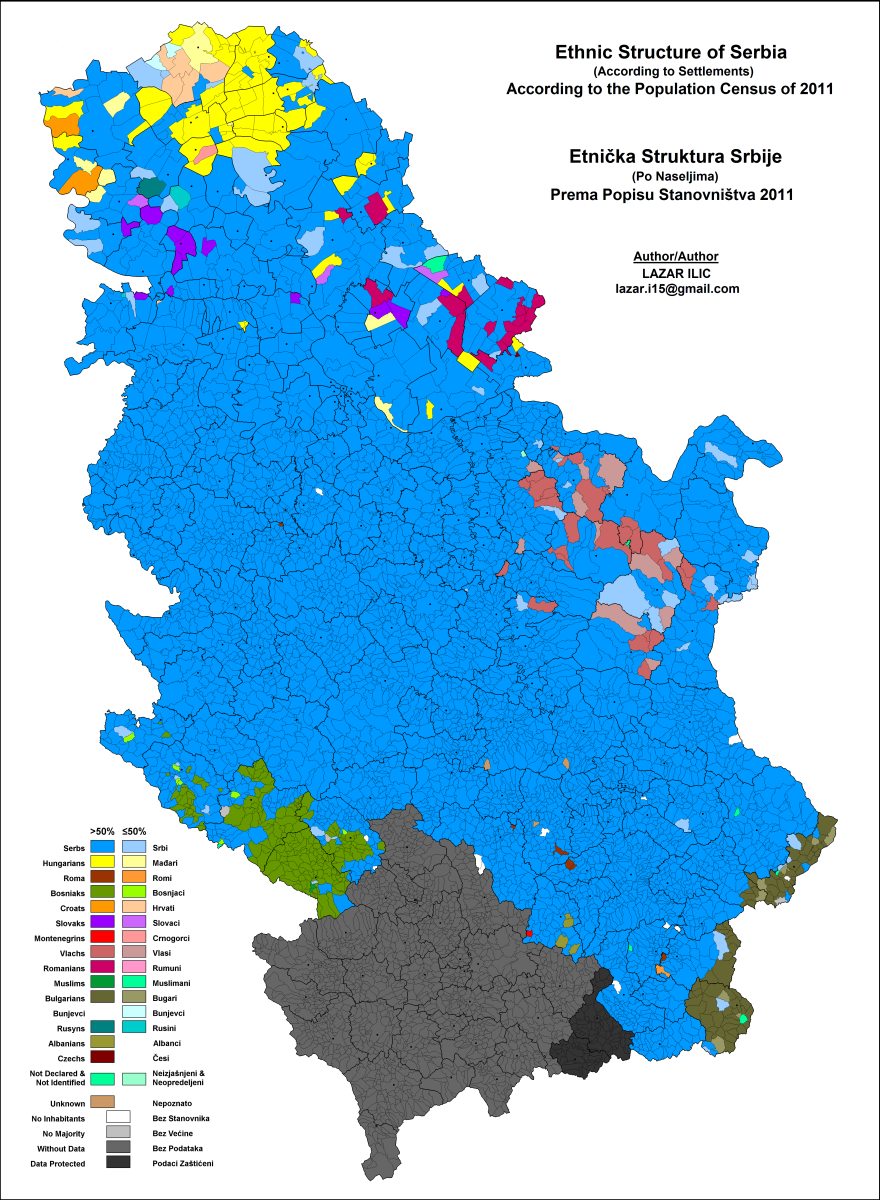
Etnische samenstelling Servië, volkstelling 2011.

Servië wordt al sinds het begin van de jaren negentig geteisterd door een demografische crisis, doordat het sterftecijfer constant hoger ligt dan het geboortecijfer en een vruchtbaarheidscijfer van 1,44 kinderen per moeder, een van de laagste in de wereld. Als gevolg heeft Servië een van de oudste populaties in de wereld met een gemiddelde leeftijd van 42,2 jaar daarbij ligt de snelheid waarmee de bevolking krimpt ook nog heel hoog. Een vijfde van alle huishoudens bestaat uit maar een persoon en een vierde uit meer dan vier personen. De levensverwachting bij de geboorte is 74,2 jaar.
Gedurende de jaren negentig had Servië de grootste vluchtelingpopulatie in Europa Vluchtelingen en staatlozen maakte respectievelijk 7% en 7,5% van de gehele bevolking uit – ongeveer een half miljoen vluchtelingen zochten asiel vanwege de vele Balkanoorlogen, voornamelijk Serviërs uit Kroatië en de Serviërs uit Kosovo. Inmiddels wordt geschat dat gedurende deze tijd ongeveer 300.000 (voornamelijk hoogopgeleide) Serven Servië verlaten hebben.

### Taal en schrift
In Servië worden diverse talen gesproken, waaronder Servisch, Albanees, Bosnisch, Hongaars, Roemeens, Kroatisch, Slowaaks, Bulgaars en Roetheens. Het Servisch is de officiële taal van het land; in Kosovo samen met het Albanees en in Vojvodina samen met het Hongaars (zie Hongaarse minderheid in Servië), Roemeens, Kroatisch, Slowaaks en Roetheens.
Servisch is een van de standaardvarianten van het Servo-Kroatisch, behorend tot de zuidelijke groep van de Slavische talen. De taal die in Montenegro wordt gesproken, wordt door de meeste taalkundigen beschouwd als een dialect van het Servisch, officieel heet ze echter Montenegrijns. De Servische standaardtaal is gebaseerd op het Neoštokavisch dialect. In het zuidoosten van Servië wordt ook Torlakisch gesproken, dat als een Servisch-Bulgaars grensdialect gezien kan worden.
Tot ver in de 20e eeuw werd op Joegoslavische scholen het Russisch als tweede taal onderwezen. Inmiddels is deze taal echter vervangen door het Engels, dat in Servië sterk is opgekomen. Vooral in de grote steden wordt wat Engels gesproken. Op het platteland wordt door oudere generaties vaker Russisch of Duits gesproken als eerste buitenlandse taal.
In Servië worden het Latijnse en cyrillische alfabet naast elkaar gebruikt. Op de bewegwijzering zijn vaak beide schriften aanwezig. In het noordelijke Vojvodina overheerst het Latijnse alfabet, terwijl in het zuiden en oosten vaker het cyrillisch wordt gebruikt. Het Servisch wordt geheel fonetisch geschreven. Dit betekent dat de uitspraak van een woord niet verschilt van de schrijfwijze.

### Religie
De belangrijkste religie in Servië is de Servisch-Orthodoxe Kerk. Verspreid over het land zijn vele orthodoxe kloosters. In Belgrado staat het grootste orthodoxe kerkgebouw ter wereld, de Kathedraal van de Heilige Sava.
In het zuidwesten van Servië hangt de meerderheid van de inwoners de islam aan. In het westen en noorden wonen minderheden katholieken en protestanten.

## Overheid en politiek

### Staatsinrichting

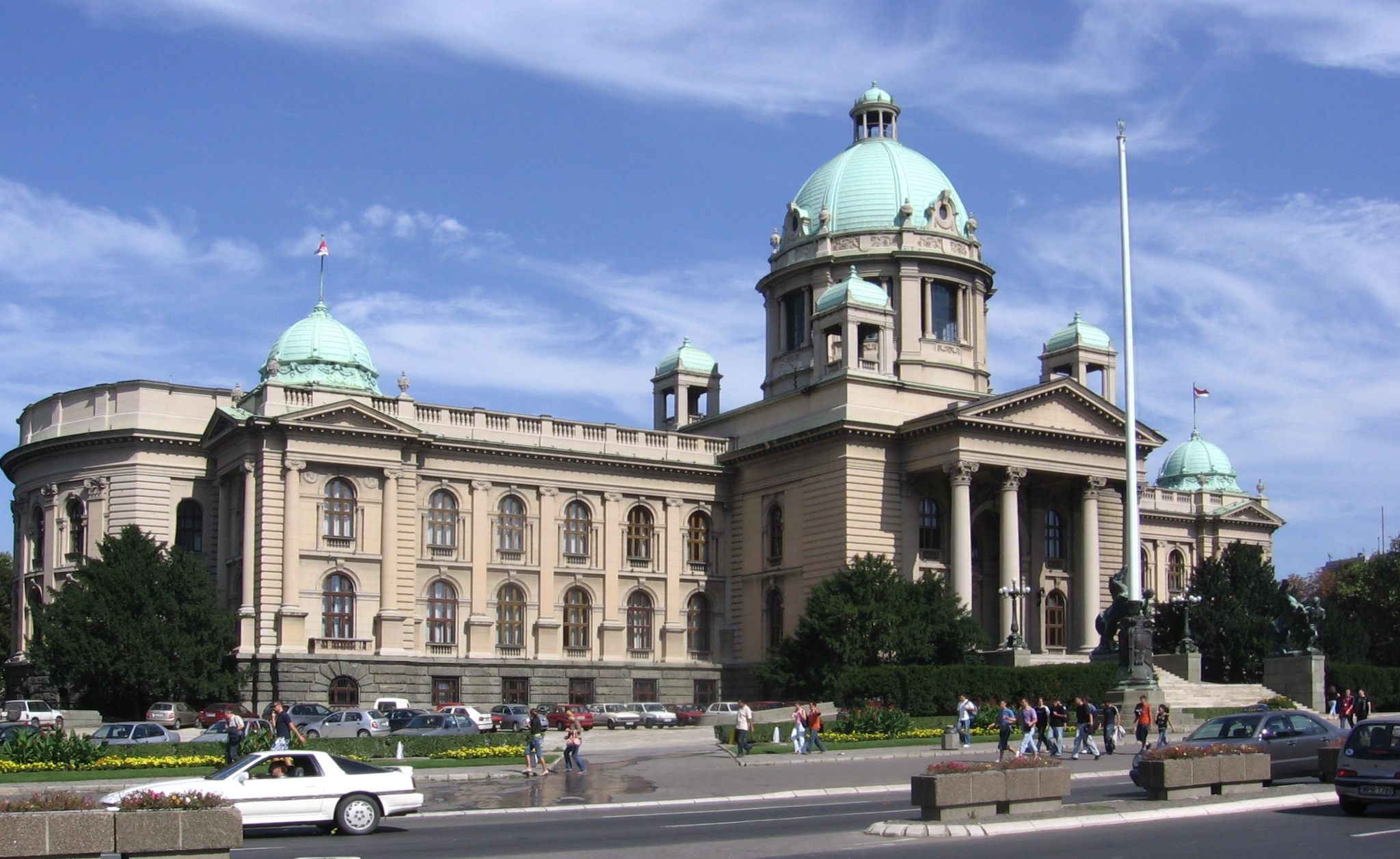
Het Servische parlementsgebouw in de hoofdstad Belgrado

De Republiek Servië is een parlementaire democratie. Aan het hoofd staat een president. De huidige president van Servië is (sinds 2017) Aleksandar Vučić van de Servische Progressieve Partij (SNS).
Vučić kwam aan de macht na de presidentsverkiezingen van april 2017. Tomislav Nikolić, die het ambt sinds 2012 bekleedde, stelde zich niet herkiesbaar voor een tweede termijn. In zijn plaats stelde zijn partijgenoot en zittend premier Vučić zich kandidaat. Vučić verwierf al in de eerste ronde een meerderheid van 55% en werd op 31 mei 2017 ingehuldigd als president. Hij liet blijken de politieke hervormingen en pro-Europese koers van Nikolić te willen voortzetten, en de samenwerking met zowel de NAVO als Rusland in stand te zullen houden. In 2022 werd Vučić met overmacht herkozen.
De huidige premier van Servië is Miloš Vučević (SNS). Hij staat sinds 2 mei 2024 aan het hoofd van de Servische regering. Zijn voorganger was Ana Brnabić (2017–2024), de eerste vrouwelijke premier van het land en openlijk lesbisch. Zij werd na haar premierschap benoemd tot voorzitter van de Nationale Vergadering (het Servische parlement). Servië kent een eenkamerstelsel; het parlement telt 250 zetels.
Kosovo is een protectoraat van de UNMIK-missie van de Verenigde Naties. Op 17 februari 2008 riep het parlement van Kosovo eenzijdig de onafhankelijkheid uit, maar deze wordt vooralsnog niet door een meerderheid van de internationale gemeenschap noch door Servië zelf erkend. Het gros van de lidstaten van de Europese Unie en veel andere westerse machten erkennen Kosovo's onafhankelijkheid wel en hebben, tot ongenoegen van Servië en zijn vaste bondgenoot Rusland, niet geaarzeld om diplomatieke relaties met het land aan te knopen.
Servië heeft de ambitie toe te treden tot de Europese Unie. Het land vroeg op 22 december 2009 officieel het lidmaatschap aan en heeft al verklaard dat de Kosovokwestie los van de interesse in toetreding tot de EU moet worden gezien. Op 12 oktober 2011 werd Servië als kandidaat-lid van de Europese Unie erkend.

### Bestuurlijke indeling
Servië bestaat uit drie regio's:
- de autonome provincie Vojvodina in het noorden;
- de autonome provincie Kosovo in het zuiden, voor zover men die niet erkent als onafhankelijk;
- Centraal-Servië, de rest van het land; dit is geen officiële bestuurlijke entiteit. De hoofdstad Belgrado bevindt zich in dit gedeelte.

De drie regio's zijn weer onderverdeeld in 31 districten en de stad Belgrado.

## Verkeer en vervoer

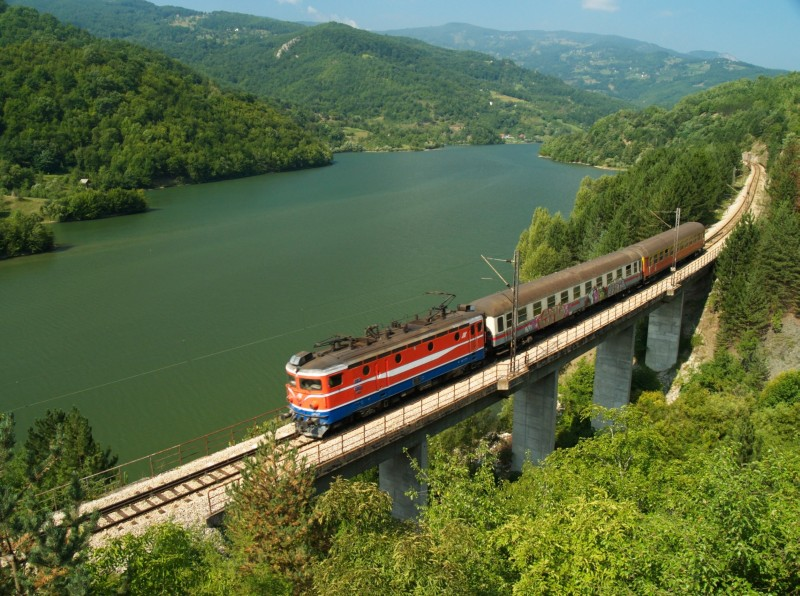
Een Servische trein nabij Priboj

De voornaamste internationale luchthaven van Servië is Nikola Tesla Airport en ligt in het dorp Surčin, ongeveer 12 kilometer ten westen van hoofdstad Belgrado. Ook vanuit tweede stad Niš vertrekken internationale lijnvluchten. De nationale luchtvaartmaatschappij van Servië is Air Serbia (voor 26 oktober 2013 Jat Airways).
Qua openbaar vervoer is de bus veruit het gemakkelijkste en comfortabelste vervoermiddel om mee te reizen. Steden en dorpen worden door meerdere bussen per dag met elkaar verbonden. Er zijn ook internationale connecties naar de omringende landen en verder — maatschappij Eurolines verbindt Belgrado zelfs met Zweden. Het busvervoer is in verhouding wel iets duurder dan de trein, maar de trein rijdt over het algemeen minder frequent en is bovendien langzamer. Het Servische spoor en de treinstellen zijn verouderd, echter wordt er steeds meer geïnvesteerd in nieuwe treinstellen en vernieuwing aan het spoor. Er zijn verbindingen door grote delen van het land.
Er zijn ook internationale treinverbindingen naar Montenegro, Hongarije, Bulgarije, Noord-Macedonië en Kroatië. In 2017 is men begonnen (met Chinese hulp) om de spoorlijn Belgrado-Budapest geschikt te maken voor een baanvaksnelheid van 200 km per uur.
Enkele wegen in Servië zijn de E65, E70, E75, E80, E662, E761, E763, E771 en de E851. De E75 is daarvan de belangrijkste snelweg die van het noorden (Subotica, bij de grens met Hongarije) naar het zuiden (Preševo, bij de grens met Noord-Macedonië) loopt. Aan een andere snelweg, de E763, wordt inmiddels hard gebouwd: deze zal van de hoofdstad Belgrado lopen naar de havenstad Bar in Montenegro.

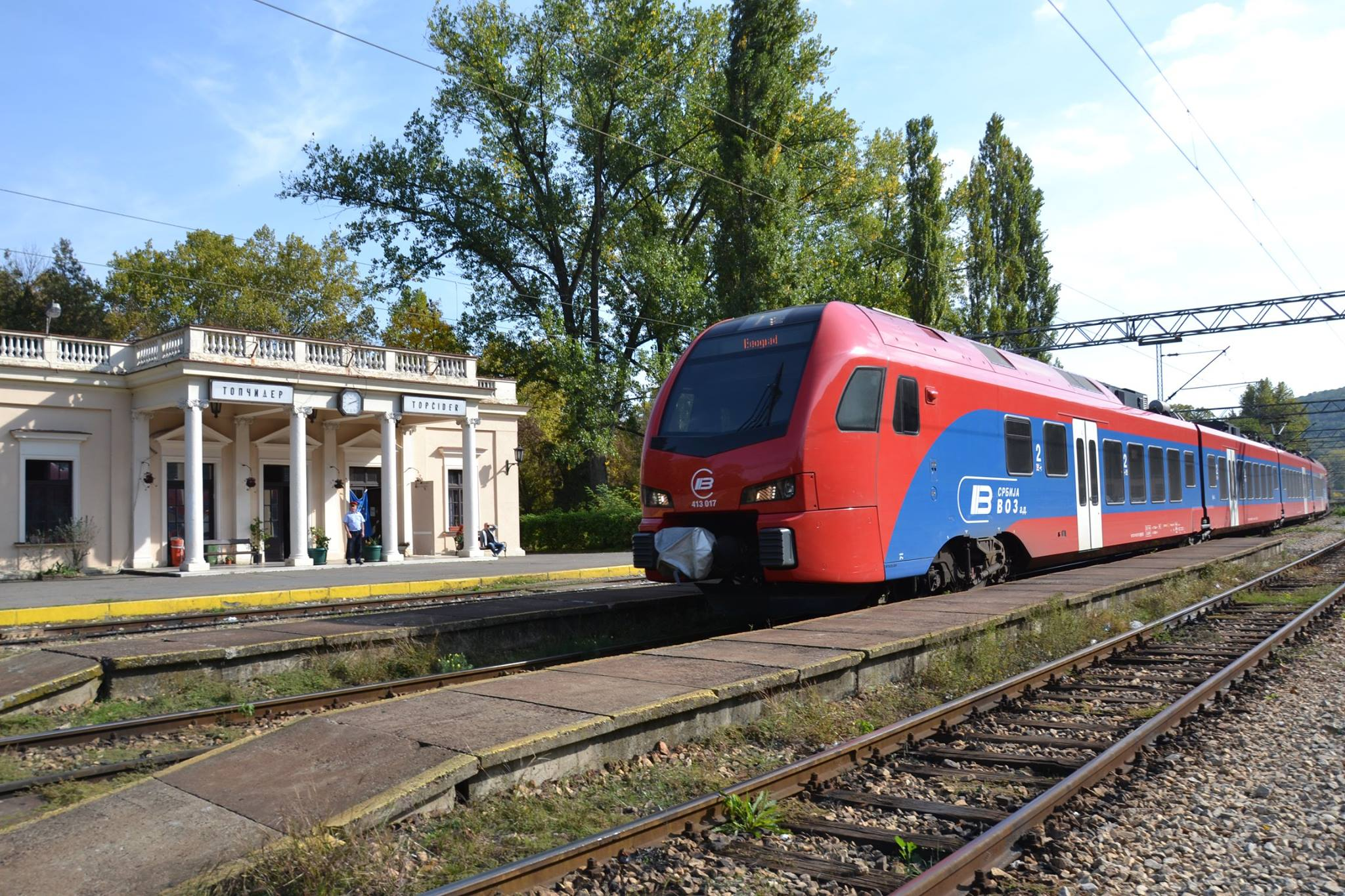
Stadler Flirt passeert het station Topčider (Belgrado).

## Cultuur

### Muziek
Als de aartsvader van de Servische muziek wordt wel Stevan Mokranjac (1856-1914) beschouwd. Een van de meest bekende hedendaagse componistes van het land is Ljubica Marić (1909 - 2003). Belangrijk, ook door zijn pedagogisch werk is Dejan Despić (* 1930).
Enkele populaire artiesten in Servië zijn Ceca, Goran Bregović en Željko Joksimović. In 2007 won Marija Šerifović voor Servië het Eurovisiesongfestival met het lied Molitva, wat 'smeekbede' betekent. In 2008 werd het muziekfestival in de Belgrado Arena in Belgrado georganiseerd.
In Novi Sad vindt ieder jaar in juli het popfestival Exit plaats. Dit festival, dat georganiseerd wordt op het fort van Petrovaradin, geniet ook buiten Servië een groeiende bekendheid. Internationaal bekende artiesten treden er op. In Guča wordt jaarlijks een folkloristisch trompetfestival gehouden. De grootste Servische artiesten hebben hier reeds opgetreden. De Servische televisie zendt de festiviteiten rechtstreeks uit. In 2010 vierde het festival zijn 50-jarig bestaan.

### Sport
Voetbal is een van de populairste sporten van het land. De grootste voetbalclubs zijn Partizan Belgrado en Rode Ster Belgrado. Op het wereldkampioenschap voetbal 2006 kwamen de Servische voetballers uit voor het voetbalelftal van Servië en Montenegro, aangezien afgesproken werd om pas na dit WK voor beide landen een apart nationaal voetbalteam te vormen.
Ook tennis is erg populair in Servië. De beroemdste tennisser van het land is Novak Đoković, tevens een van de succesvolste tennissers aller tijden. Bekende namen uit het vrouwentennis zijn Jelena Janković en Ana Ivanović. Laatstgenoemde wist in 2008 het prestigieuze toernooi Roland Garros op haar naam te schrijven.
Andere populaire sporten in Servië zijn basketbal, volleybal, handbal en waterpolo. Het voormalige team van Joegoslavië, dat van Servië en Montenegro en dat van het huidige Servië hebben herhaaldelijk successen behaald in deze sporten.

### Media
De publieke omroep van Servië is Radio Televizija Srbije, ze bestaat uit de Tv zenders RTS 1, RTS 2 en RTS 3. Op de radio zijn er de kanalen RB1, RB2, RB3 en RB202.
De autonome provincie Vojvodina heeft een eigen publieke omroep: Radio Televizija Vojvodine. De organisatie is gevestigd in Novi Sad en zendt op televisie uit op de kanalen Tv1 en Tv2. Op de radio heeft het drie kanalen; Radio1, Radio2 (24 uurs Hongaarstalige zender: Újvidéki Rádió) en Radio3 (programma's van de andere minderheden).